# تينا ديروزا
تينا ديروزا (بالإنجليزية: Tina DeRosa)‏ هي كاتِبة وشاعرة أمريكية، ولدت في 20 أكتوبر 1944 في شيكاغو في الولايات المتحدة، وتوفيت في 3 فبراير 2007 في بارك ريدج في الولايات المتحدة.